# Denis Mukwege

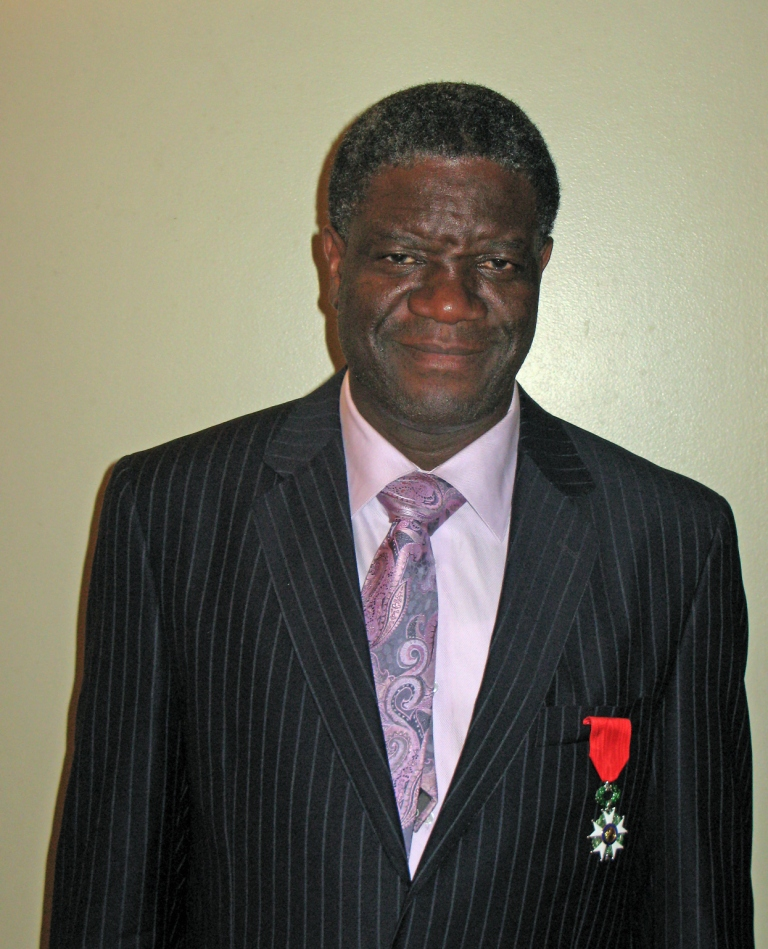
In 2009 met de medaille van het Legioen van Eer

Denis Mukengere Mukwege (Bukavu, 1 maart 1955) is een Congolees gynaecoloog en expert op het vlak van seksueel geweld in conflictgebieden. In 2018 werd hij als mensenrechtenverdediger bekroond met de Nobelprijs voor de Vrede.

## Levensloop
Zijn vader was protestants predikant van de pinksterbeweging. Hij genoot lager onderwijs bij het koninklijk atheneum van Bukavu en middelbaar onderwijs bij het instituut Bwindi waar hij in 1974 een diploma biochemie behaalde. Na twee jaar aan de polytechnische faculteit van de Universiteit van Kinshasa schreef hij zich in 1976 in aan de medische faculteit van Burundi, alwaar hij in 1983 als dokter afstudeerde. Hij begon te werken in het Lemerahospitaal in Zuid-Bukavu en kreeg in 1984 een beurs van de Zweedse pinkstermissie om zich te specialiseren in gynaecologie aan de Universiteit van Angers.
In 1999 richtte hij in Bukavu het ziekenhuis van Panzi op voor behandeling van slachtoffers van groepsverkrachtingen en seksueel geweld. Hij is er sindsdien directeur en veroordeelt het geweld tegen vrouwen in het openbaar in niet mis te verstane termen. Omdat hij daarbij de machthebbers en militairen in Congo niet ontziet, wordt hij regelmatig bedreigd. In september 2012 veroordeelde hij in zijn toespraak voor de Verenigde Naties de wetteloosheid bij de massale verkrachtingen in zijn land.
Op 25 oktober 2012 overvielen vijf gewapende mannen zijn woning in Bukavu. Zijn lijfwacht werd gedood, maar hij kon met zijn gezin ontsnappen. Vanaf 29 oktober 2012 tot begin 2013 verbleef hij in België waar hem asiel werd verleend. Toen Mukwege op 14 januari 2013 terugkeerde naar Bukavu, werd hij langs de dertig kilometer weg van het vliegveld naar Bukavu door grote rijen mensen verwelkomd.
Op 24 september 2015 werd hij doctor in de medische wetenschappen aan de Université libre de Bruxelles.
Op 10 december 2018 ontving Mukwege samen met Nadia Murad Basee de Nobelprijs voor de Vrede voor hun inspanningen om een eind te maken aan het gebruik van seksueel geweld als oorlogswapen.
In april 2019 ontving hij een eredoctoraat voor algemene verdiensten van de Universiteit Antwerpen. Ter gelegenheid daarvan gaf hij ook een masterclass “Conflict-related sexual violence”.
In december 2023 was hij kandidaat bij de presidentsverkiezingen.

## Onderscheidingen
- 2008 - Mensenrechtenprijs van de Verenigde Naties.
- 2008 - Olof Palme-prijs.
- 2009 - Ridder in het Legioen van Eer.
- 2009 - Afrikaan van het jaar bij de Nigeriaanse krant Daily Trust.
- 2010 - Van Heuven Goedhart-Penning.[6]
- 2011 - Internationale Koning Boudewijnprijs voor Ontwikkelingswerk 2010-2011.
- 2013 - Right Livelihood Award.
- 3 februari 2014 - eredoctoraat aan de Université catholique de Louvain.[7]
- 2014 - Sacharovprijs.[8]
- 2016 - Seoul Peace Prize.[9]
- 2016 - Four Freedoms Award - Feedom from Want Award.[10]
- 10 december 2018 - Nobelprijs voor de Vrede.
- 2019 - eredoctoraat Universiteit Antwerpen.

## In de media
- (fr)  Colette Braeckman: L'homme qui répare les femmes. Violences sexuelles au Congo. Le combat du docteur Mukwege. Bruxelles, André Versaille, 2012. ISBN 978-2-87495-194-7 Verfilmd door Thierry Michel in 2015.
- L'Homme qui répare les femmes : La Colère d'Hippocrate, film van Thierry Michel

## Boeken (in Nederlandse vertaling)
- Dennis Mukwege: De kracht van vrouwen. Een verhaal van moed en veerkracht. Amsterdam, De Bezige Bij, 2021. ISBN 9789403154817
- Dennis Mukwege: Pleidooi voor leven. Amsterdam, De Geus, 2019. ISBN 9789044541977

1901: Dunant, Passy ·
1902: Ducommun, Gobat ·
1903: Cremer ·
1904: Institut de Droit International ·
1905: Von Suttner ·
1906: Roosevelt ·
1907: Moneta, Renault ·
1908: Arnoldson, Bajer ·
1909: Beernaert, Balluet d'Estournelles de Constant ·
1910: IPB ·
1911: Asser, Fried ·
1912: Root ·
1913: La Fontaine ·
1917: ICRC ·
1919: Wilson ·
1920: Bourgeois ·
1921: Branting, Lange ·
1922: Nansen ·
1925: Chamberlain, Dawes ·
1926: Briand, Stresemann ·
1927: Buisson, Quidde ·
1929: Kellogg ·
1930: Söderblom ·
1931: Addams, Butler ·
1933: Angell ·
1934: Henderson ·
1935: Von Ossietzky ·
1936: Lamas ·
1937: Cecil ·
1938: Office international Nansen pour les réfugiés ·
1944: ICRC ·
1945: Hull ·
1946: Balch, Mott ·
1947: Friends Service Council, American Friends Service Committee ·
1949: Orr ·
1950: Bunche ·
1951: Jouhaux ·
1952: Schweitzer ·
1953: Marshall ·
1954: Hoog Commissariaat voor de Vluchtelingen (UNHCR) ·
1957: Pearson ·
1958: Pire ·
1959: Noel-Baker ·
1960: Luthuli ·
1961: Hammarskjöld ·
1962: Pauling ·
1963: ICRC, IFRC ·
1964: King ·
1965: UNICEF ·
1968: Cassin ·
1969: Internationale Arbeidsorganisatie ·
1970: Borlaug ·
1971: Brandt ·
1973: Kissinger, Lê Đức Thọ ·
1974: MacBride, Satō ·
1975: Sacharov ·
1976: Williams, Corrigan ·
1977: Amnesty International ·
1978: Sadat, Begin ·
1979: Moeder Teresa ·
1980: Esquivel ·
1981: Hoog Commissariaat voor de Vluchtelingen (UNHCR) ·
1982: Myrdal, Robles ·
1983: Wałęsa ·
1984: Tutu ·
1985: IPPNW ·
1986: Wiesel ·
1987: Arias ·
1988: VN-vredesmacht ·
1989: Gyatso ·
1990: Gorbatsjov ·
1991: Suu Kyi ·
1992: Menchú ·
1993: Mandela, De Klerk ·
1994: Arafat, Peres, Rabin ·
1995: Rotblat, Pugwash Conferences on Science and World Affairs ·
1996: Ximenes Belo, Ramos-Horta ·
1997: ICBL, Williams ·
1998: Hume, Trimble ·
1999: AzG ·
2000: Dae-jung ·
2001: VN, Annan ·
2002: Carter ·
2003: Ebadi ·
2004: Maathai ·
2005: IAEA, El-Baradei ·
2006: Grameen Bank, Yunus ·
2007: Gore, IPCC ·
2008: Ahtisaari ·
2009: Obama ·
2010: Liu ·
2011: Johnson Sirleaf, Gbowee, Karman ·
2012: Europese Unie ·
2013: OPCW ·
2014: Satyarthi, Yousafzai ·
2015: Kwartet voor Nationale Dialoog in Tunesië ·
2016: Santos ·
2017: ICAN ·
2018: Mukwege, Murad Basee ·
2019: Ahmed ·
2020: Wereldvoedselprogramma ·
2021: Ressa, Moeratov ·
2022: Bjaljazki, Memorial, Centrum voor Burgerlijke Vrijheden ·
2023: Mohammadi ·
2024: Nihon Hidankyo